# La Paz (Córdoba)
La Paz est une petite ville de la province de Córdoba, en Argentine. La population est de 1 189 habitants au recensement de 2010 et elle est située à 41 km de Villa Dolores.

## Économie
Les activités principales sont le tourisme et la production de légumes[Information douteuse] médicaux.
Ses attractions touristiques comprennent le Cerro Loma Bola (colline de Loma Bola), le ruisseau Piedra Blanca et de vastes bois indigènes, ainsi que sa gastronomie locale.
Tous les 29 août, la ville célèbre la Virgen de la Merced.